# 清胤王
清胤王（きよたねおう、生没年不詳）は、平安時代中期の皇族。三世王であるが世系は不詳。

## 概要
村上朝末の康保3年（966年）に清胤王が前周防守（氏名不詳）宛に書いた11通の書状（および言上状と辞状）『清胤王書状』が、九条家本『延喜式』第28巻紙背文書として伝わっている。
この書状によると、清胤王は周防国への滞在時に熊毛郡多仁村と都濃郡都濃村において、国司とその子弟・郎党たちが百姓に預け耕作させていた佃（荘園領主直営田）を所有していた。これにより、清胤王は前周防守の家司であったと想定される。前周防守が国司の任期終了にあたって、清胤王は京都において前周防守の事実上の代理人として国司交代に伴う公務（済物納入や公文勘会など）や雑務を命ぜられていた。そこで、清胤王から周防国に留まって残務処理を行っていた前周防守に対して、事務処理の指示依頼や結果報告、事務処理に必要な金品の送付依頼、などのために送られた書状が『清胤王書状』である。この書状から、清胤王が担当した業務は相当高水準の事務処理能力が必要であったとみられることから、清胤王は太政官の官人として出仕した経験があり、中央政府と地方行政の実務に通じていたと考えられている。
なお、この書状は以下の内容を含んでいることから、平安時代中期の国家財政運営などに関する様々な状況がわかる貴重な一次史料となっており、阿部猛や網野善彦など、複数の国史学者によって取り上げられている。
- 一地方国としての周防国の状況
- 瀬戸内海の海運の状況
- 京都に運搬された官物の納入と照合に関する具体的な手続き